# مارك كولسن
مارك كولسن (بالإنجليزية: Mark Coulson)‏ هو لاعب كرة قدم بريطاني، ولد في 11 فبراير 1986 في هانتينغدون ‏ في المملكة المتحدة. لعب مع نادي بيتربورو يونايتد.

## وصلات خارجية
- مارك كولسن على موقع قاعدة بيانات كرة القدم.إي يو (الإنجليزية)
- مارك كولسن على موقع Soccerbase.com (لاعب) (الإنجليزية)
- مارك كولسن على موقع Soccerway.com (الإنجليزية)